# فاروفا

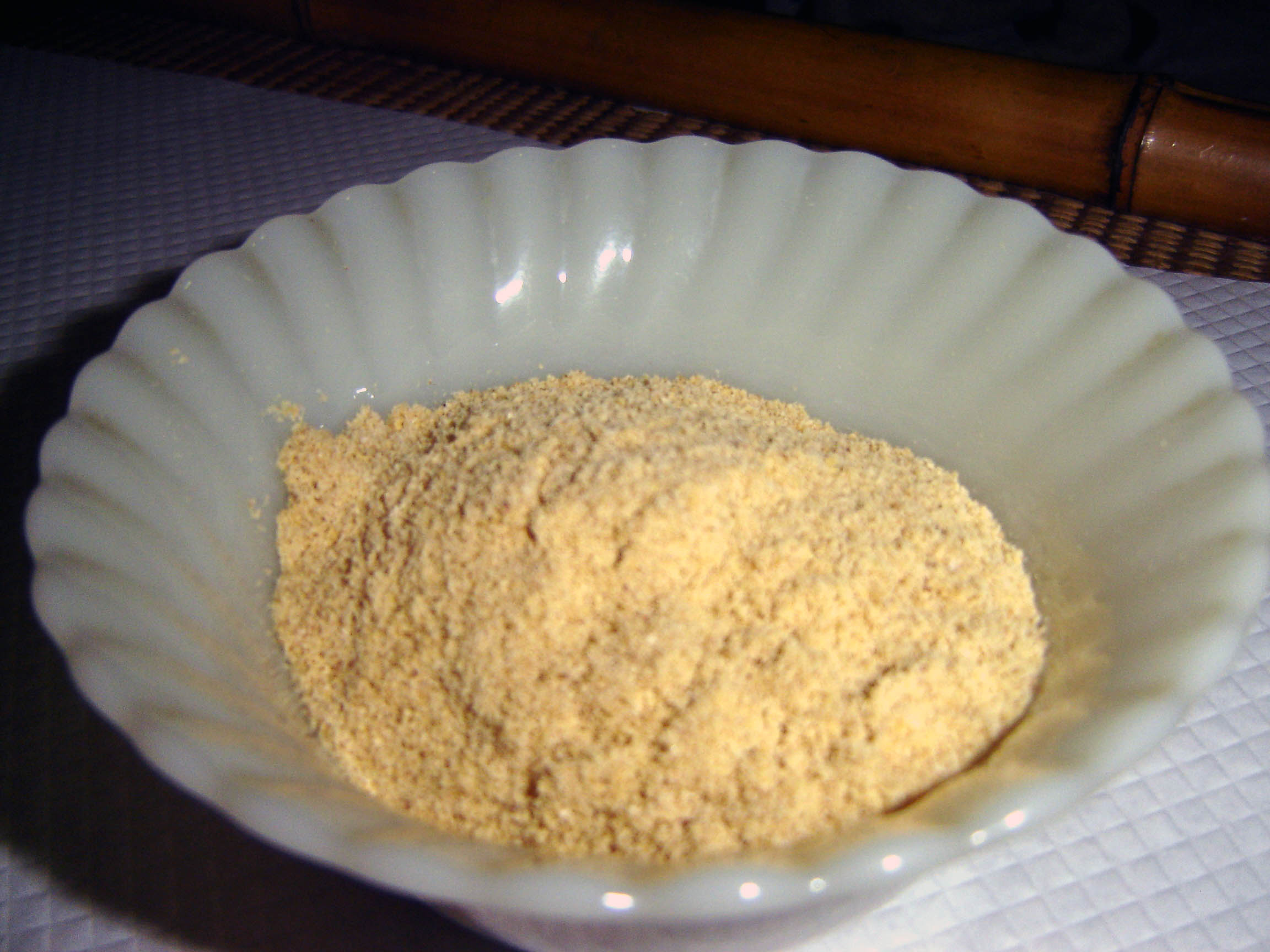
Farofa فاروفا

فاروفا أو الفروفة (بالبرتغالية البرازيلية)، هو خليط دقيق من الكسافا أو الذرة. يؤكل بشكل رئيسي في البرازيل. يمكن العثور عليها جاهرة في متاجر البقالة حيث تصنع كخليط جاهز أو سريع التحضير تجارياً ولكن غالبا ما يتم إعدادها في المنزل بحسب وصفات الأسرة. تحتوي معظم الوصفات أيضًا على كميات متفاوتة من الملح واللحوم المدخنة والتوابل. يتراوح اتساق حبيبات المخلوط من الحبوب الكبيرة الحجم مثل حجم القمح البرغل المتشقق أو الكسكس وصولاً إلى مسحوق بحجم ملح الطعام. تتفاوت أنواع «الفاروفا» بطعم شديد الملوحة إلى مالح قليلاً، وتستخدم على نطاق واسع لإبراز طعم اللحوم، خاصة اللحوم المشوية واليخنة الشهية.
في البرازيل، حيث تحظى الفاروفا بشعبية خاصة، تستدعي الوصفات النموذجية أن يتم طحن دقيق الكاسافا بالزيت النباتي أو زيت الزيتون، والملح، ولحم الخنزير المقدد، والبصل، والثوم، والنقانق، والزيتون، والبيض المسلوق حتى يصبح لونها ذهبياً. وهي طبق مرافق أساسي ل الفيجوادا  والشواء البرازيلي. في البرازيل، تستخدم الفاروفا أو الفروفة أيضًا في حشو الدواجن والأطباق الأخرى، التي تحتوي عادةً على الزبيب والمكسرات أو الفواكه الحلوة المفرومة مثل التفاح والموز. في ولاية باهيا، من الشائع تحضير الفاروفا بزيت dendê، مما يمنحه طعمًا قويًا ولونًا أصفر غنيًا.
يتم تقديم الفاروفا إلى جانب الطبق الرئيسي ويمكن إما رشها معه على حسب ذوقهم قبل تناول الطعام، أو تناولها كطبق مرافق على حداً، يتم استهلاك الأرز في كثير من الأحيان. إلى جانب الكسافا، يتم استخدام دقيق الذرة أيضًا في صناعة الفاروفا أحياناً.
في غرب إفريقيا، يستخدم نوع مختلف من دقيق الكسافا المعروف باسم الݠاري في أطباق متنوعة.